# Ipomoea reflexa
Ipomoea reflexa är en vindeväxtart som beskrevs av Johan Baptist Spanoghe. Ipomoea reflexa ingår i släktet praktvindor, och familjen vindeväxter. Inga underarter finns listade i Catalogue of Life.